# Gouvernement Gomes III
Gomes II Nabiam I
Le gouvernement Gomes III est le gouvernement de Guinée-Bissau du 3 juillet 2019 au 2 mars 2020.

## Historique

### Formation
Après les élections législatives bissau-guinéennes de 2019 qui se tiennent en mars 2019, Gomes est reconduit dans ses fonctions par le président Vaz le 22 juin 2019, soit juste la veille de la fin calendaire du mandat présidentiel de cinq ans de ce dernier.
Le nouveau gouvernement, reflétant la nouvelle majorité à l'Assemblée nationale (PAIGC et ses alliés dont l'APU) est formé le 3 juillet. Il se compose de 16 ministres et 15 secrétaires d'État. Onze femmes font partie du gouvernement dont huit ministres.

### Succession
En février 2020, Aristides Gomes est limogé de son poste de Premier ministre au lendemain de l'investiture d'Umaro Sissoco Embaló. Le nouveau président justifie cette décision par l'impossible cohabitation entre les deux hommes. Il prend ses fonctions le 29 février.

## Composition
La composition est la suivante.
- Par rapport au gouvernement Gomes II, les nouveaux ministres seront indiqués en gras, ceux ayant changé d'attribution le sont en italique.

| Portefeuille                                                                                                | Titulaire | Titulaire                              | Parti    |
| --- | --------- | -------------------------------------- | -------- |
| Premier ministre                                                                                            |           | Aristides Gomes                        | PAIGC    |
| Ministre de la Présidence du Conseil des ministres et des Affaires parlementaires                           |           | Armando Mango                          | APU-PDGB |
| Ministre des Affaires étrangères, de la Coopération internationale et des Communautés                       |           | Suzi Carla Barbosa                     | PAIGC    |
| Ministre de l'Intérieur                                                                                     |           | Juliano Augusto Fernandes              | APU-PDGB |
| Ministre de la Défense nationale                                                                            |           | Luis Melo                              | PAIGC    |
| Ministre de l'Économie et des Finances                                                                      |           | Geraldo Martins                        | PAIGC    |
| Ministre de l'Administration territoriale et du Développement local                                         |           | Odete Costa Semedo                     | PAIGC    |
| Ministre de la Justice et des Droits de l'Homme                                                             |           | Rute Monteiro                          | MP       |
| Ministre des Travaux publics, du Logement et de l'Urbanisme                                                 |           | Osvaldo Abreu                          | PAIGC    |
| Ministre de l'Éducation nationale, de l'Enseignement supérieur, de la Culture, de la Jeunesse et des Sports |           | Dautarin Monteiro Costa                | PAIGC    |
| Ministre de la Santé publique                                                                               |           | Magda Nely Robalo Silva                | PAIGC    |
| Ministre de l'Action sociale, de la Famille et de la Promotion de la femme                                  |           | Cadi Seidi                             | PAIGC    |
| Ministre de l'Agriculture, des Forêts et du Développement rural                                             |           | Nelvina Barreto                        | PUN      |
| Ministre de l'Énergie et des Ressources naturelles                                                          |           | Issufo Baldé                           | PAIGC    |
| Ministre de la Pêche et de l'Économie maritime                                                              |           | Adiatu Djaló Nandinga                  | PAIGC    |
| Ministre de la Réforme administrative et du Travail                                                         |           | Fatumata Djau Baldé                    | APU-PDGB |
| Ministre du Commerce et du Tourisme                                                                         |           | Iaia Djalό                             | PND      |
| Secrétaire d'État à l'Environnement et à la Biodiversité                                                    |           | Quité Djaló                            | PAIGC    |
| Secrétaire d'État aux Transports et aux Communications                                                      |           | Samuel Dinis Manuel                    | APU-PDGB |
| Secrétaire d'État aux Communautés                                                                           |           | Malam Bacai Júnior                     | PAIGC    |
| Secrétaire d'État à la Jeunesse et aux Sports                                                               |           | Dionísio do Reino Pereira              | PAIGC    |
| Secrétaire d'État chargé du Budget                                                                          |           | José Djô                               | PAIGC    |
| Secrétaire d'État chargé du Trésor                                                                          |           | Suleimane Seidi                        | PAIGC    |
| Secrétaire d'État à la Gestion hospitalière                                                                 |           | Anaximander Zylene Casimiro Menut      | PAIGC    |
| Secrétaire d'État à l'Enseignement supérieur et à la Recherche scientifique                                 |           | Garcia Bifa Bideta                     | APU-PDGB |
| Secrétaire d'État au Tourisme et à l'Artisanat                                                              |           | Catarina Taborda                       | PCD      |
| Secrétaire d'État à la Gestion électorale                                                                   |           | Júlio Cesar Nosolini                   | PAIGC    |
| Secrétaire d'État à la Sécurité et à l'Ordre public                                                         |           | Mário Saiegh                           | PAIGC    |
| Secrétaire d'État à la Planification régionale et à l'Intégration                                           |           | Tomásia Manjuba                        | PAIGC    |
| Secrétaire d'État à la Culture                                                                              |           | Antόnio Quirino Bubacar Spencer Embalό | PAIGC    |
| Secrétaire d'État aux Combattants de la liberté de la patrie                                                |           | Armindo João Handem                    | UM       |
| Secrétaire d'État à la Communication sociale                                                                |           | João Mário Baticã Ferreira             | UM       |